# Parallelia medioobscura
Parallelia medioobscura är en fjärilsart som beskrevs av Embrik Strand 1914. Parallelia medioobscura ingår i släktet Parallelia och familjen nattflyn. Inga underarter finns listade i Catalogue of Life.